# Sega Nomad
Der Sega Nomad (auch Genesis Nomad, Codename: „Venus“) ist eine Handheld-Konsolen-Variante des Sega Mega Drive (in Nordamerika als Sega Genesis bekannt) und erschien im Oktober 1995 ausschließlich in den USA. Aufgrund des mäßigen Erfolgs wurde auf eine Veröffentlichung in Europa und Japan verzichtet.
Mit dem Nomad können alle Genesis-Spiele gespielt werden, sowie alle Mega-Drive-Spiele, die keinen Regionalschutz besitzen. Ebenso kann das Gerät mit Mega-Drive-2-AV-Kabeln an einen Fernseher angeschlossen werden. Außerdem bietet der Nomad einen zweiten Controller-Port, so dass er auch als vollwertige Heimkonsole genutzt werden kann und war somit die seinerzeit kleinste existierende Heimkonsole. Die Stromversorgung erfolgt entweder über ein ansteckbares Batteriefach für sechs AA-Batterien, ein alternativ ansteckbares und wiederaufladbares Battery-Pack namens Power-Back (MK-6102), einen Stromadapter die 12-Volt-Kfz-Bordspannungssteckdose (MK-2115) oder das 230-Volt-Netzteil des Mega Drive 2.
Der Nomad kam zu einem Zeitpunkt auf den Markt, als bereits 32-Bit-Konsolen wie Sega Saturn und PlayStation veröffentlicht wurden. Zudem wurde der Nomad nicht als eigenständiger Handheld, sondern als tragbarer Mega Drive vermarktet. Diese Tatsachen und eine vergleichsweise geringe Batterielaufzeit von ca. zwei Stunden verwehrten dem Produkt einen größeren Erfolg.

## Technische Daten
- Hauptprozessor: Motorola 68000, 16-Bit, 7,67 MHz
- Koprozessor: Zilog Z80a, 8-Bit, 3,58 MHz
- Auflösung: 320×224 Pixel, 64 Farben
- Farbpalette: 512 Farben (RGB, 3 Bit pro Farbkanal)
- Spritegröße: (8, 16, 32) × (8, 16, 32)
- Bildschirm: Passiv-Farb-LC-Bildschirm, 320×224 Pixel
- Audio: 10 Kanäle (3 PSG-Square-Waves, 1 PSG-Noise, 6 FM, wobei der sechste Kanal durch einen PCM-Kanal ersetzt werden kann)
- RAM: 64 KB RAM (68000, Adressraum $FF0000 - $FFFFFF), 64 KB Video-RAM, 8 KB Z80-RAM (Oft auch Sound-RAM genannt)